# Maxime Authom
Maxime Authom (* 29. März 1987 in La Louvière) ist ein belgischer Tennisspieler.

## Karriere
Maxime Authom spielt hauptsächlich auf der ATP Challenger Tour und der ITF Future Tour.
Er konnte bislang zwölf Einzel- und vier Doppelsiege auf der ITF Future Tour feiern. Auf der ATP Challenger Tour gewann er bis jetzt im Jahr 2012 ein Doppelturnier in Vancouver. Zum 28. Januar 2013 durchbrach er erstmals die Top 150 der Weltrangliste im Einzel und seine höchste Platzierung war ein 144. Rang im Februar 2013.

## Erfolge
| Legende (Anzahl der Siege)  |
| Grand Slam                  |
| ATP World Tour Finals       |
| ATP World Tour Masters 1000 |
| ATP World Tour 500          |
| ATP World Tour 250          |
| ATP Challenger Tour (1)     |

### Doppel

#### Turniersiege
| Nr. | Datum          | Turnier   | Belag     | Partner         | Finalgegner                   | Ergebnis |
| --- | -------------- | --------- | --------- | --------------- | ----------------------------- | -------- |
| 1.  | 5. August 2012 | Vancouver | Hartplatz | Ruben Bemelmans | John Peers John-Patrick Smith | 6:4, 6:2 |